# Град Суботица
Град Суботица (на сръбски: Град Суботица) е административна единица в Сърбия, Автономна област Войводина, Севернобачки окръг. Заема площ от 1007 км2. Административен център е град Суботица.

## География
Град Суботица се намира в историческата област Бачка. На север граничи с Унгария, на запад с Град Сомбор, на юг с общините Бачка топола и Сента, на изток с община Канижа.

## Население
Населението на общината възлиза на 148 401 жители (2002).
Етнически състав:
- унгарци – 57 092 (38,47 %) жители
- сърби – 35 826 (24,14 %) жители
- хървати – 16 688 (11,24 %) жители
- буневци – 16 254 (10,95 %) жители
- югославяни – 8562 (5,76 %) жители
- черногорци – 1860 (1,25 %) жители
- други – 12 119 (8,17 %) жители

## Населени места
- Суботица
- Бачки Виногради
- Биково
- Джурджин
- Стари Жедник
- Нови Жедник
- Келебия
- Лютово
- Мала Босна
- Долни Таванкут
- Горни Таванкут
- Шупляк
- Чантавир
- Вишневац
- Бачко Душаново
- Баймок
- Мишичево
- Палич
- Хайдуково